# جبل ميشو
جبل ميشو أو جبل ميشوداغي هو جبل يفصل ما بين غابتي مرند وشبستر، ويقع شمال بحيرة أرومية بإيران. يبلغ ارتفاعه 2855م، وقممه المعروفة هي فلك داغي وعلي علمدار وكوسه بابا وأزوزون أبل.